# Ángel negro (novela)
Dark Angel —en español: Ángel negro—  es un libro de 1986 escrito por V. C. Andrews. Es el segundo libro de la serie Casteel.

## Resumen
Después de los acontecimientos de Cielo, Heaven Casteel se encuentra bajo el cuidado y custodia de sus abuelos, los ricos Tony y Jillian Tatterton, que viven en Farthinggale Manor. El cielo sueña con una vida nueva y maravillosa: nuevos amigos, una buena escuela, ropa bonita y, lo más importante, amor. Quiere hacer respetable su apellido, encontrar a sus hermanos y hermanas y volver a tener una familia.
Sin embargo, pronto surge un conflicto con sus nuevos abuelos. Su abuela Jillian es vanidosa y egoísta, mientras que su abuelo, Tony, pasa de ser digno y generoso a ser controlador y dominante. La única persona con la que Heaven puede hablar es el hermano de Tony, Troy, que sufre de depresión. Si bien Heaven recibe todo lo que desea en términos materiales (ropa hermosa, una excelente educación y suficiente dinero para ir a la universidad), ella todavía está infeliz debido a la estipulación de Tony de que no debe ver a sus hermanos y hermanas. Si lo hace, Tony dejará de recibir todo apoyo financiero. Heaven no intenta ver a Tom y Fanny, pero continúa escribiéndoles cartas y continúa sus esfuerzos por encontrar a Jane y Keith.
Después de un tiempo, Troy y Heaven se enamoran, se convierten en amantes y planean casarse. Tony está emocionado, pero Jillian está preocupada. Heaven decide ver a su familia y le miente a Tony acerca de ir a la ciudad de Nueva York. Heaven encuentra a Jane y Keith en Washington D. C., viviendo felices con sus padres adoptivos; están molestos al ver a Heaven y decirle que se vaya. Con el corazón roto por su rechazo, Heaven descubre que Fanny vive en una pensión en Nashville, Tennessee, y puede que se esté prostituyendo por falta de dinero. Fanny revela que se vio obligada a entregar su bebé, llamado Darcy, al reverendo Wayland Wise, el padre biológico del bebé. Para mantener callada a Fanny, Wayland y su esposa le dieron algo de dinero para que se fuera de la ciudad y nunca regresara. Fanny anhela recuperar a Darcy y confiesa que Darcy es en todo lo que puede pensar. Luego amenaza con decirles a los abuelos de Heaven que Luke fue cruel e infiel con Leigh, y que Leigh vivía en la miseria y la pobreza, a menos que Heaven recupere a Darcy. Por el contrario, Tom vive feliz con su padre y la nueva esposa de Luke, Stacie, que acaba de tener un bebé llamado Drake. Tom está ayudando a su padre con el circo que ahora es propiedad de Luke. Tom le dice a Heaven que Luke ha cambiado su vida gracias a Stacie.
Cuando Heaven llega a Virginia Occidental, se encuentra con su primer amor, Logan. Aunque Logan todavía está enojado y herido por la relación sexual de Heaven con su padre adoptivo, Cal (del libro anterior), también parece sentir algo por ella. Heaven visita al reverendo Wise e intenta comprar a Darcy para Fanny. Mientras hace esto, Heaven se da cuenta de que se parece mucho más a Luke de lo que jamás quiso admitir. El reverendo Wise y su esposa le ruegan que no les quite a Darcy y le dicen a Heaven que sabe que Darcy estará mejor si Fanny no está en su vida. Heaven acepta a regañadientes y regresa a la cabaña familiar, desconsolada por su incapacidad para rescatar a Darcy. Una gran tormenta destroza la cabaña y el cielo enferma. Logan la cuida hasta que recupera la salud, pero pasan algunas semanas antes de que pueda regresar a Boston. Antes de irse, Heaven vuelve a hablar con Fanny y le dice que no podrá recuperar a Darcy. Fanny dice que realmente no pensó que esto sucedería y agradece al cielo por intentarlo.
Heaven regresa a Boston y se entera de que Troy está enfermo, en parte porque piensa que Heaven lo abandonó. Tony inesperadamente intenta persuadir a Heaven para que rompa su relación con Troy (llegando incluso a sobornarla con dinero). Heaven se niega, lo que obliga a Tony a revelar su vergonzoso secreto: cree que ella no es la hija de Luke sino suya, ya que violó a su madre (aunque afirma que Leigh continuó voluntariamente la relación después de eso). Al no querer que Tony y Jillian supieran que Leigh se casó con Luke el día que se conocieron y quedaron embarazadas de inmediato, Heaven les había mentido sobre su edad cuando llegó por primera vez, diciendo que era un año menor que su edad real. Al ver la verdadera fecha de nacimiento de Heaven, Tony se dio cuenta de que Leigh debía haber estado embarazada cuando se escapó. Esto significa que si Tony es el padre de Heaven, Troy es el tío de Heaven.
Heaven todavía declara su amor por Troy y tiene la intención de estar con él, pero Troy huye de la propiedad Tatterton después de que Jillian le revela la verdad. Le deja una nota a Heaven y le dice que confronte a Jillian sobre lo que realmente le sucedió a Leigh. Heaven sigue su consejo y continúa arrojando la verdad a la cara de Jillian mientras Jillian se enoja cada vez más. Incapaz de afrontar la realidad de que eligió la riqueza y la comodidad antes que su propia hija, Jillian finalmente pierde la cordura. A pesar de la revelación de su verdadera paternidad y la pérdida de Troy, Heaven permanece con los Tatterton durante sus años universitarios. Tony invita a Keith y Jane a su fiesta de graduación, y ellos la abrazan y le explican que ver el Cielo les trajo recuerdos de su vida pobre y difícil en los Willies, y que temían que ella viniera a llevarlos de regreso allí. Si bien extrañaron el Cielo, no quisieron dejar a sus padres adoptivos. El cielo está encantado de tener a Keith y Jane de vuelta en su vida. Cuando Heaven regresa a Boston después de un viaje, Tony, angustiado, le dice que Troy murió como resultado de un accidente de equitación en el océano mientras ella estaba fuera.
Heaven ya no depende del dinero de Tony y se muda a Winnerrow y vive en la cabaña recientemente renovada de su juventud. Se convierte en una profesora respetada y se tiñe el pelo negro de rubio plateado, como su madre. Cuando recibe una invitación para visitar el circo propiedad de Luke Casteel, Heaven decide que finalmente es hora de volver a verlo. Queriendo que Luke entienda que su amada Leigh está viva en ella, decide usar el vestido que Leigh usó cuando conoció a Luke (que le regaló al cielo su abuela Annie, la madre de Luke, cuando ella era joven). Pero cuando Luke ve a Heaven, ella se parece tanto a su madre que piensa que ella realmente es Leigh y se distrae por completo. Un tigre se suelta y Tom se apresura a salvar al entrenador de animales. Tom muere mutilado y Luke resulta gravemente herido. El cielo está devastado por la muerte de Tom. Visita a Luke en su cama de hospital y le dice que lamenta todo lo que salió mal entre ellos, pero huye antes de que él pueda responder. Logan está ahí para ella en los días oscuros y se vuelven cercanos nuevamente.
Meses después de la muerte de Tom, muere el abuelo de Heaven. Luke le hace saber a Heaven que siempre será bienvenida con su familia. Heaven y Logan hacen planes para casarse, pero primero Heaven siente que deben ir a Boston y ver a su verdadero padre Tony.

## Adaptación
El 3 de agosto de 2019, Lifetime emitió una adaptación de Dark Angel protagonizada por Annalise Basso, Jason Priestley, Jason Cermak, Matreya Scarrwener, James Rittinger, Jessica Clement, Chris William Martin y Kelly Rutherford. Una "edición especial" de la película se emitió el 10 de agosto de 2019 e incluyó entrevistas detrás de escena con Basso, Priestley y Cermak.

## Historial de publicación
- Pocket Books (2015): ISBN 9781982118020